# Чат
Чат (интернет жаргон, от литературен английски език, на английски: chatter – бъбря, бърборя) е вид общуване или комуникация, която се осъществява през Интернет или компютърна мрежа,  или в друг вид комуникационна мрежа като радиолюбителска мрежа, (теоретично и в мобилна мрежа) чрез директна комуникация и в реално време. Може да бъде осъществена в уебсайтове, както и със специално създадени за чат програми, софтуерни приложения за операционни системи на мобилни устройства, а също така и като за гейминг общностите  (които могат да ползват опън сорс или в чужбина, когато става дума за големи разстояния при гейминга друг вид по-голяма услуга), например в онлайн или мрежова игра.
Общуването и комуникацията в чата се извършва относително синхронно, като съобщенията се транспортират през интернет с изключетелна бързина за да са видими на екрана и в гейминга в реално време чрез обмен на по-дълги или кратки съобщения. В действителност синхронизацията на съобщенията е важна за големите чат стаи, при което се очаква всички потребители да четат едни и същи съобщения. В зависимост от конкретния тип чат, програма или услуга, съобщенията се разменят или между двама потребители (private chat room, private chat), или са част и видими за цяла чат група от потребители – чат-канал или чат-стая.
Въпреки синхронизацията на съобщенията в големите чатове и нейният онлайн комуникативен характер, комуникацията в чата се различава от диалога в реалността, реалния живот, тъй като има неформален характер или относително неформален характер, а и тъй като в повечето чатове не могат да се видят изражението на събеседника, неговите движения пред екрана на компютъра, тоест “езикът на тялото“, както и изразът на лицето и дори при по-интензивно общуване мимиките на лицето. Въпреки тези разлики от реалното общуване, чатенето прилича много повече на личния разговор между двама (от тук и лични съобщения, personal messages в Интернет), за разлика от четенето на понякога тежките или сухи научни текстове.

## Видове чат
Първоначалната форма на чата в Интернет е чатенето в терминал на компютърни специалисти в САЩ, като вид "текстови" чат, при който могат да бъдат предадени само тези текстове. По-късно се появяват симултантните чатове, синхронизираните гейминг чатове, и дори аудио и видео чатовете. От техническа гледна точка днес се различават 3 вида чат:
- Internet Relay Chat (IRC) е чат, създаден от финландския студент Ярко Ойканен и става популярен през късните 90-те години. Той използва в началото само един чат-сървър [1], но днес има на разположение хиляди сървъри, към които може да се свързват един с друг и чрез специален клиентски софтуер потребителите, който или е инсталиран на компютрите на чатещите, или може да се стартира в браузъра. За ползването на чата или при управлението на IRC-клиента могат да се използват специални IRC-команди.
- уеб чат (web chat) се нарича чат, осъществен като чат услуга в рамките на уебсайт с помощта на браузъра на потребителите и посетителите, и при това най-често не е нужен допълнителен софтуер. Недостатък тук е, че уебчатовете са част от съответния уебсайт който е свързан с един или няколко специфични сървъра, например национално специфични и не може да се влиза е други дървърни чатове.

Друг вид форма на онлайн чат се използва и при системите за техническа поддръжка и помощ от разстояние, макар че специалистите по поддръжката могат да бъдат онлайн в тези чатове, но те използват други чатове или комуникации за поддръжкато, тоест такива, които съдържат и допълнителни услуги като предаване на глас през интернет протокол (IP) или функции за достъп до компютъра от разстояние.
- незабавни съобщения (на английски: Instant Messages или Instant Messaging) – съобщения между потребители на форуми, които са персонални съобщения, тук чатенето става не в чат-стая с други потребители. Този вид софтуер се използва и самостоятелно, като се инсталира нужния софтуер на компютъра или приложение на телефона, и така този вид съобщения по-скоро във формата на чат между двама души и понякога в група също се наричат IM съобщения.

IRC и незабавните съобщения включват най-често и допълнителни функции като изработката на протоколи или предаването на хипервръзки или файлове. При всички 3 варианта общото е това, че хората не използват задължително истинските си имена, а псевдоними, наречени никнейм (nickname). При IRC и уеб чатовете се организира посвещаването на чат-стаи или канали на определена тема.
Чатове с повече от 2 чатещи се наричат чат-стаи. Според проучване на Статистическата служба на Германия за първата четвърт на 2006 39,6% от над десетгодишните използват чатове или форуми като средство за комуникация. 72% от студентите и учениците използват извънредно често тези форми на комуникация. Проучването също показва, че колкото е по-образован човекът, толкова по-малко използва чатовете и форумите.
Като нов вид чат може да се приема:
- образователен чат (на английски: educational chat) - чат след или по време на лекция, който е предназначен за онлайн курсистите или студентите, в който те могат да общуват помежду си или задават въпроси към стриймващия лектор

## Чат етикет
Чатетикет (chatiquette) е термин, който е вариация на нетикет (netiquette) и описва основните правила за онлайн-общуване. Тези правила са създадени, за да се избегнат недоразумения и за да се опрости комуникацията между използващите чата. Чатетикетът варира между различните общности, но главно регламентира начина на представяне на нов член в общността и свързаната с тази общност мрежова култура. Например, счита се грубо да се пише само с главни букви, защото изглежда като че ли викате.

## Езикът в чатовете
В чатовете не е толкова важно коректното използване на думите с точния им синтактичен или правописен нюанс. Анаколути (разчупени конструкции), апосиопеси (разчупени изречения) и изрази от всекидневния жаргон и диалекти дават на езика в чат-стаите жаргонен характер. Правописните и граматичните грешки са често срещани, пунктуационните знаци почти не играят роля и големи букви се пишат рядко. Липсващите параразговорни средства за комуникиране са заместени от емотикони (:-), ;-),:-о, ^^, о.0,:*, >:) и др.) и акроними (напр. лол – от англ. LOL – laughing out loud, което значи смея се на глас).
Ако човек иска да използва чатове като чужденец, за да подобри знанието си по чуждия език, трябва да избере внимателно чат-стая в зависимост от комуникационните и разговорните особености на различните канали, които са пригодени специално за това. Това са така наречениете чатове за учене или дидактични чат-стаи.

## Чат-срещи
Чат-срещи са срещи, организирани от вече срещнали се и разговаряли в чат хора. Целта на тези срещи е да даде възможност на чатещите да се видят и в реалния живот, да обсъдят организационни проблеми, свързани с чата или форума, и да обменят сведения. Срещите, при които се виждат членове на един чат канал (напр. IRC – канал) се наричат канално парти. Първите чат срещи в Европа са били проведени през 1987 г. и се наричали Relay – партита в чест на завеждащия IRC – Битнет Релай.

## Чат и бизнес
С изгряването на онлайн търговията всекидневно се създават онлайн магазини, които предлагат различни стоки. Обикновено посетителите на даден интернет сайт имат въпроси относно вида на предлаганата стока, цената и условията за доставка, възможността да върнат стоката в определен срок и пр. Освен традиционните контакти по телефон, обявен в сайта и писане на писма до електронна поща удобен канал за комуникация е и чатът. Затова във все повече онлайн магазини по света, а също и в България можем да видим чат прозорец, където можем да се свържем безплатно с онлайн консултанта.

## Опасности и проблеми
Още в самата идея за чата е вградена анонимността. Човек никога не може да бъде напълно сигурен дали седящият срещу него е това, за което се представя. Това важи и за чатове, в които използващите виждат отличителните знаци на другите. Дадени лична информация и снимки не трябва задължително да съвпадат с реалността, защото данните по регистрацията не се проверяват. Чатещи, които се представят за нещо, което не са, се наричат Fakes (от англ. – фалшиви). Така може да се случи, че си пишете с мъж, той се представя за жена и т.н. Именно за децата и юношите се крият големи опасности в мрежата. На тях трябва да им бъде обяснено, че има голяма разлика между реалната личност и виртуалната.
Забавлението от чатенето може да се превърне в пристрастеност както при деца и юноши, така и при възрастни. Тя се наблюдава често при хора, които са започнали да чатят и най-вече при хора, които имат проблеми в социалното им обкръжение. Пристрастеността към чатене може да се появи вследствие от пристрастеност към интернет. Примамливостта на чатовете се състои в това, че човек може да се представи за какъвто си иска. Това може да доведе до загуба на връзка с реалността, защото човек продължава да поддържа виртуалния си образи и извън чат-стаите.

## Протоколи и софтуер
Популярните чат-услуги и техните протоколи обикновено се отъждествяват или споделят името си с програмата-клиент:
- AOL Instant Messenger (AIM)
- Google Chat
- Google Talk
- ICQ (OSCAR)
- Internet Relay Chat (IRC)
- Jabber (XMPP)
- MSN Microsoft Chat platform
- Pichat
- PSYC
- SILC
- Skype
- TeamSpeak (TS)
- Windows Live Messenger
- Yahoo! Messenger (вече не се предлага)
- WhatsApp
- Windows Live Messenger